# انجمن اقتصادسنجی
انجمن اقتصادسنجی (انگلیسی: Econometric Society) یا جامعه اقتصادسنجی، یک انجمن بین‌المللی دانشگاهی از اقتصاددانان است که علاقه‌مند به استفاده از ابزارهای آماری در زمینه‌های اقتصادی می‌باشند. این انجمن یک سازمان مستقل است که هیچ ارتباطی با جوامع ریاضیدانان حرفه‌ای یا متخصصین آمار ندارد. انجمن اقتصادسنجی در تاریخ ۲۹ دسامبر ۱۹۳۰ در هتل استالتون در کلیولند، اوهایو تأسیس شد. در سال ۲۰۱۴ این انجمن تحقیقاتی در حدود ۷۰۰ دانشجو را در عضویت داشته‌است.